# 巴黎地鐵4號線
巴黎地鐵4號線（法語：Ligne 4 du métro de Paris）是法國巴黎地鐵次繁忙的路線, 於1908年通車。本線呈南北走向，自巴黎北部克利尼昂库尔门起，经巴黎北站、巴黎东站和蒙帕纳斯车站三大火车站、市中心商业区，至南部近郊的蒙鲁日，是巴黎地铁中首条利用河底隧道穿越塞纳河的线路。4号线全線為地下路線。

## 歷史

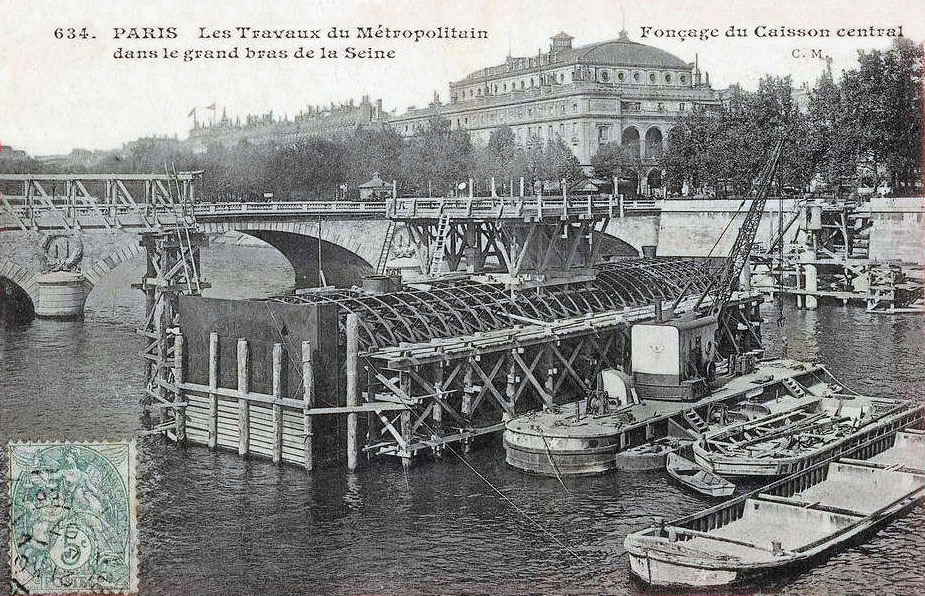
塞纳河大臂的的隧道施工场景

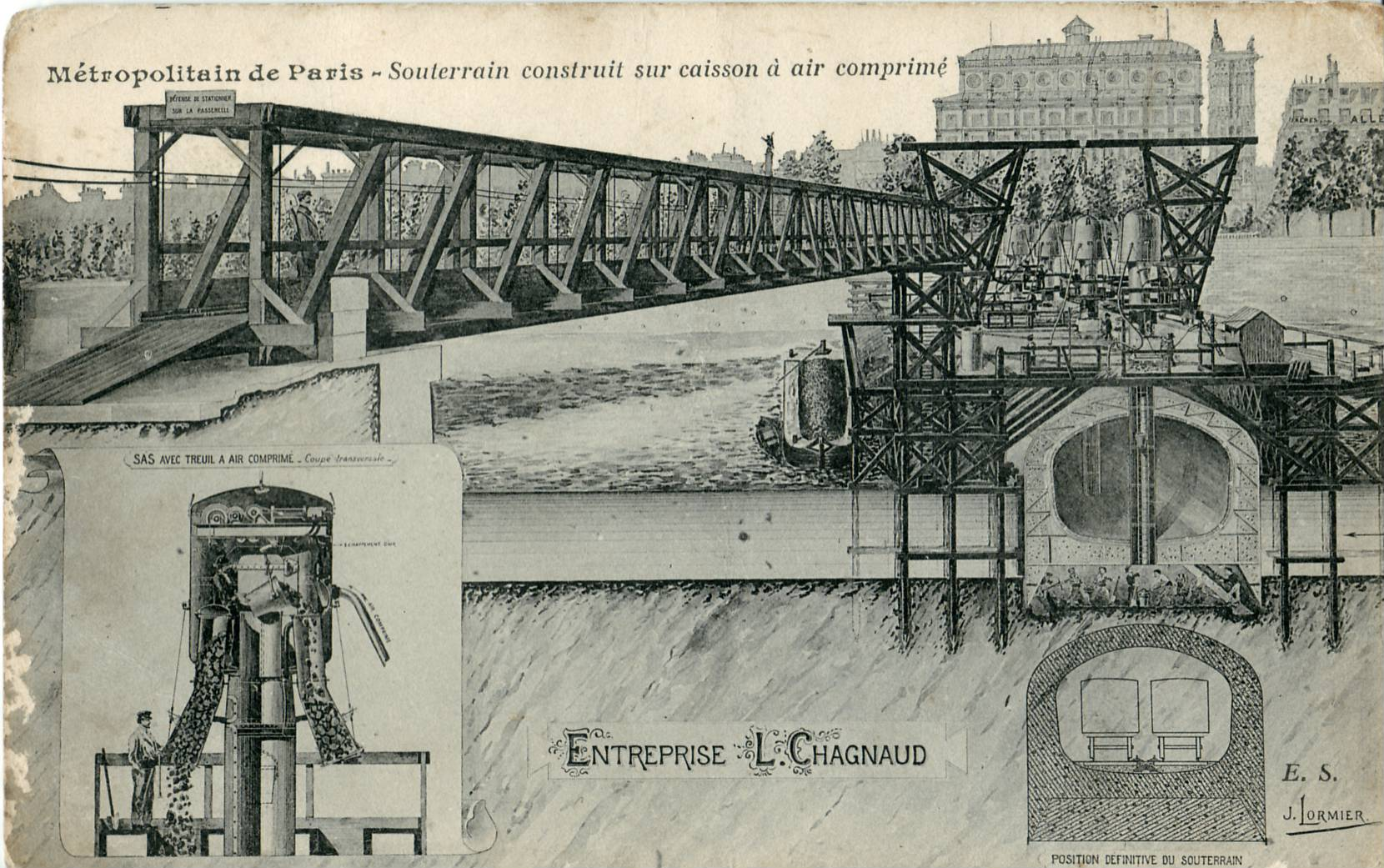
施工剖面图

关于巴黎地铁建设的想法源于1845年。铁路公司偏好利用连接郊区铁路网构建地铁，而市政府希望在市内新建不同系统的中小型铁路，双方争执数十年，直到巴黎交通状况持续恶化，暨1900年世博会临近，最终市政府的计划被采用，而4号线即为巴黎地铁网络一期工程的一部分。
1908年4月21日，克利尼昂库尔门站和沙特莱站之间的路段建成通车。最初的设计方案中，4号线将从卢浮宫一带笔直往南，穿越塞纳河以及法兰西科学院，进入左岸。但由于学院院士们一致反对让路轨从学院地下经过，影响科研，因此线路向东拐经沙特莱广场，之后穿越巴黎城岛，再拐往西南进入拉丁区，最后进入设计方案中的左岸路线。
塞纳河的河底隧道是隧道工程中最关键的一部分。传统的明挖回填法被沉管法所取代，两端封闭的隧道管从岸边用起吊机吊起，之后垂直放入河床中，再由牵引机牵引至预定管位，最后浇注固定。管内的施工工地进行了空气加压保证施工正常进行，多余的土被逐渐移去，直至管道达到技术要求为止。塞纳河大臂（城岛将塞纳河分为大小两支，分别称为大臂和小臂）使用了三根管，小臂使用了两根管。另外，由于这一带土层稳定性差，施工工场使用了十余根管子的冰冻盐水来达到-25℃，以冷冻土层。
1909年10月30日，拉斯帕伊站和奧爾良門站之间的路段通车。南北两段之间的左岸路线也经过一番斟酌，最终决定不再开挖拉斯帕伊大道，而是绕经蒙帕纳斯车站，虽然路程长些，但可以尽可能多的服务南北交通轴向上的各大火车站。
1910年1月9日，随着穿越塞纳河的河底隧道竣工通车，4号线亦全线通车。但随后的1月24日，巴黎发生水灾，瓦万站和沙特莱之间全部被淹没，列车服务路段大幅缩减。直至4月6日才恢复正常。此后线路一直未作大的改动。
1977年10月3日，大堂站為銜接大區快鐵的开通而重建。月台向东迁移了十余米，另外新修了330米长的隧道。2005年2月15日，RATP对公众宣布将4号线向南延伸至上塞納省的蒙鲁日和巴涅，工程分期进行，第一期先往南延伸一站至蒙鲁日镇，此后再往南延伸至凡尔登南和小巴涅。2013年3月向南延至蒙魯日市政府站，位于南部近郊的蒙鲁日。2022年1月再向南延长至巴涅-露西·奧布拉克站。

## 车站列表

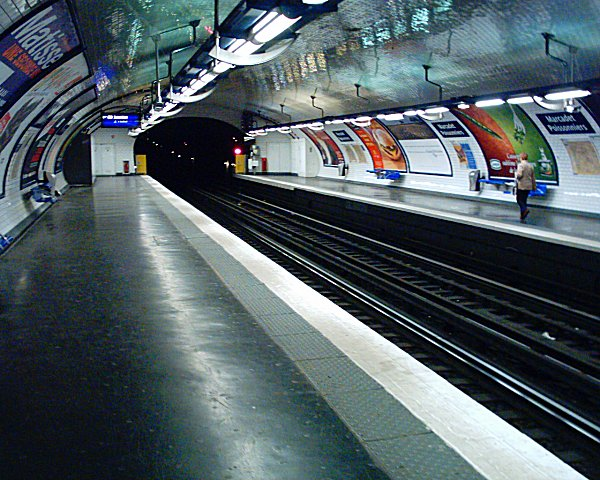
马尔卡代-鱼贩站

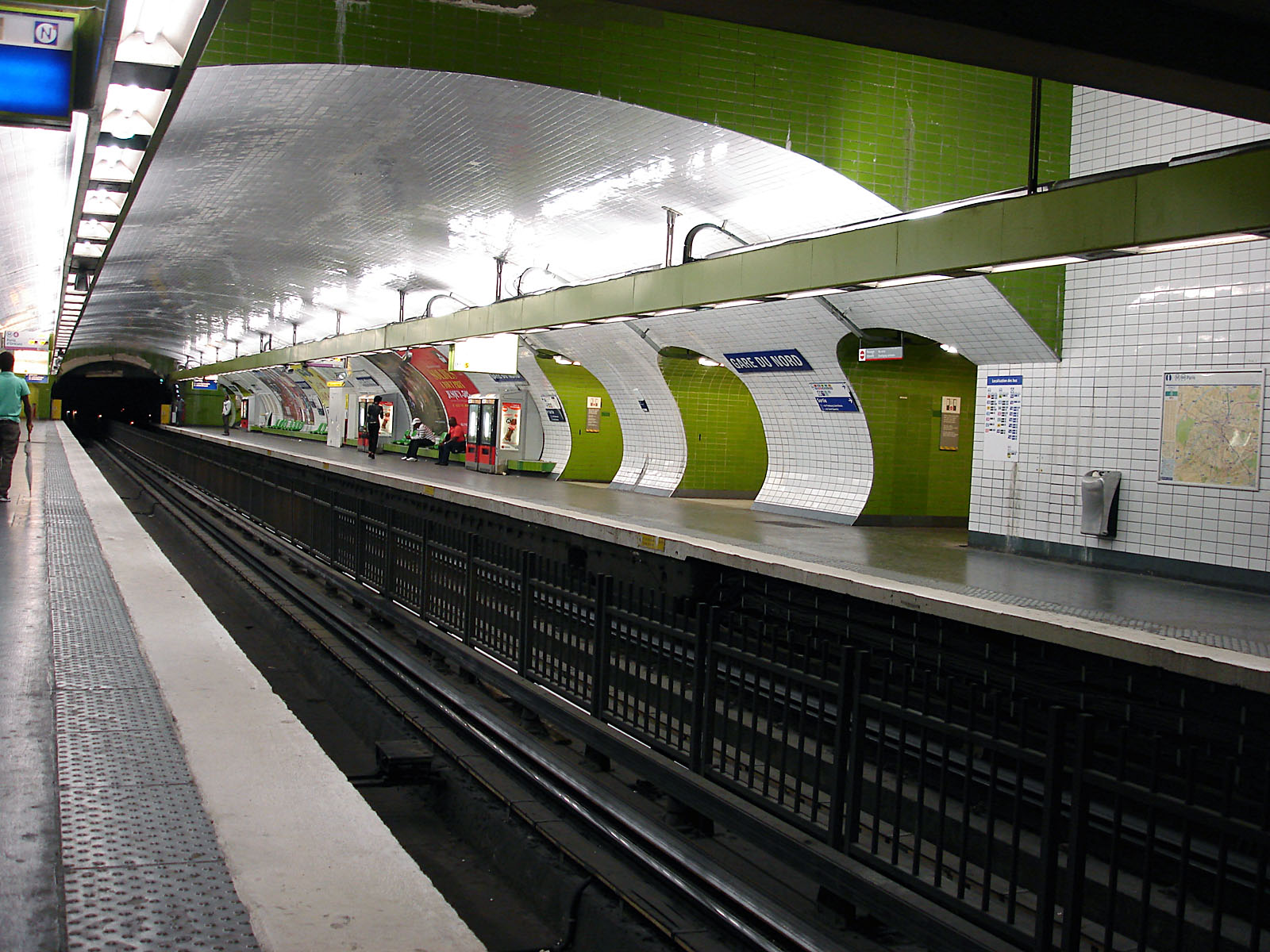
巴黎北站

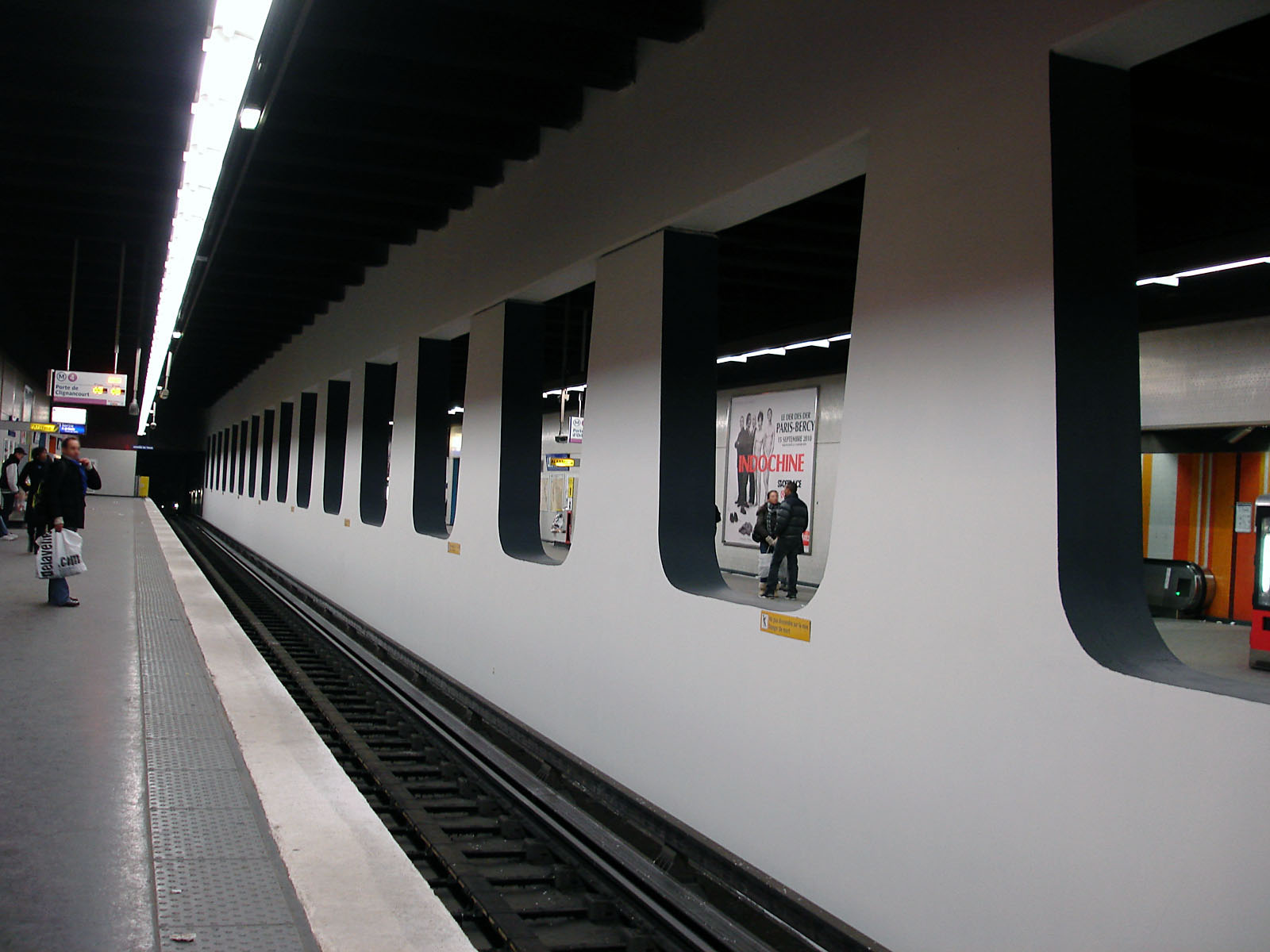
大堂站

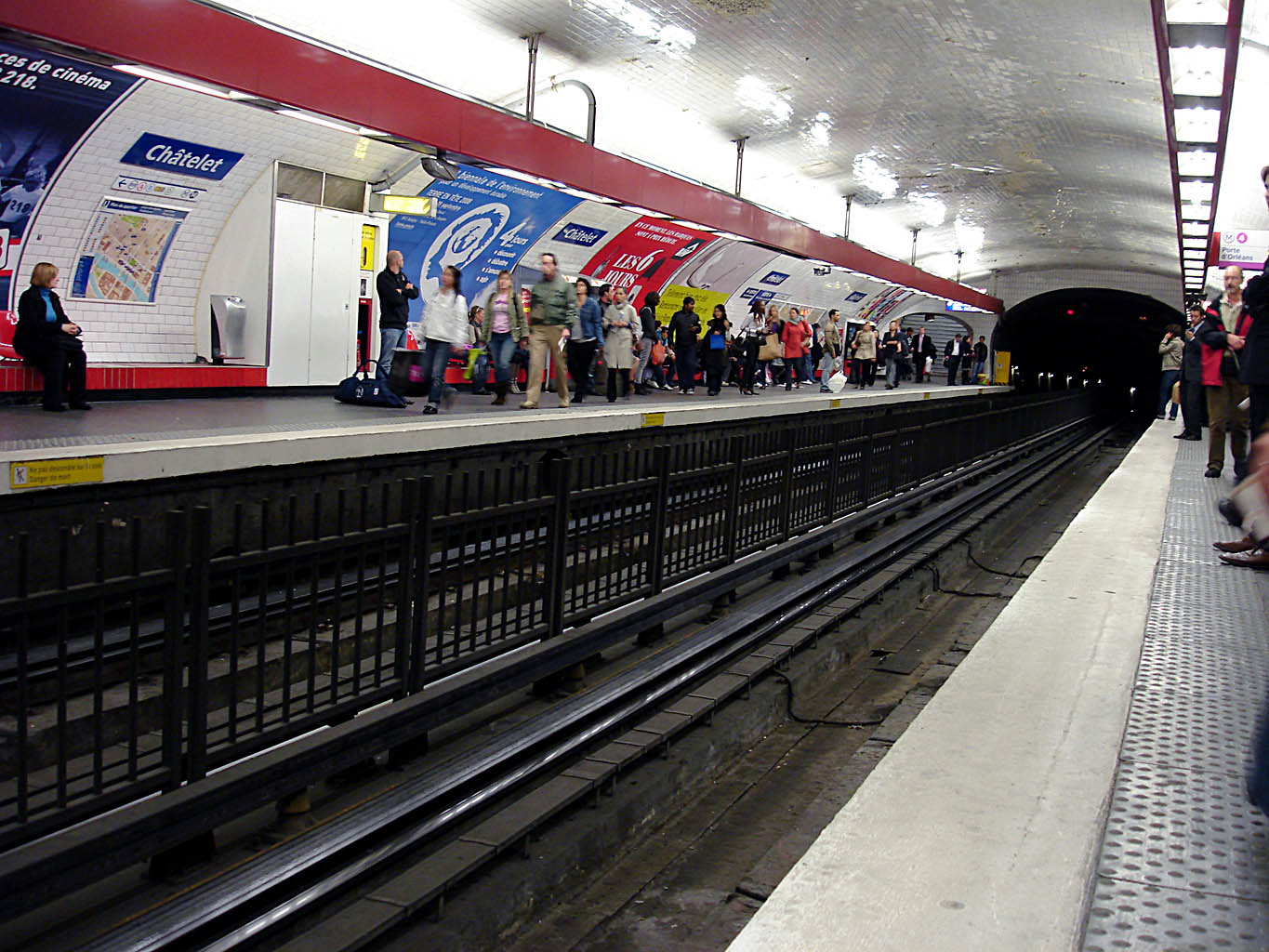
沙特莱站

圣米歇尔站"俯瞰"

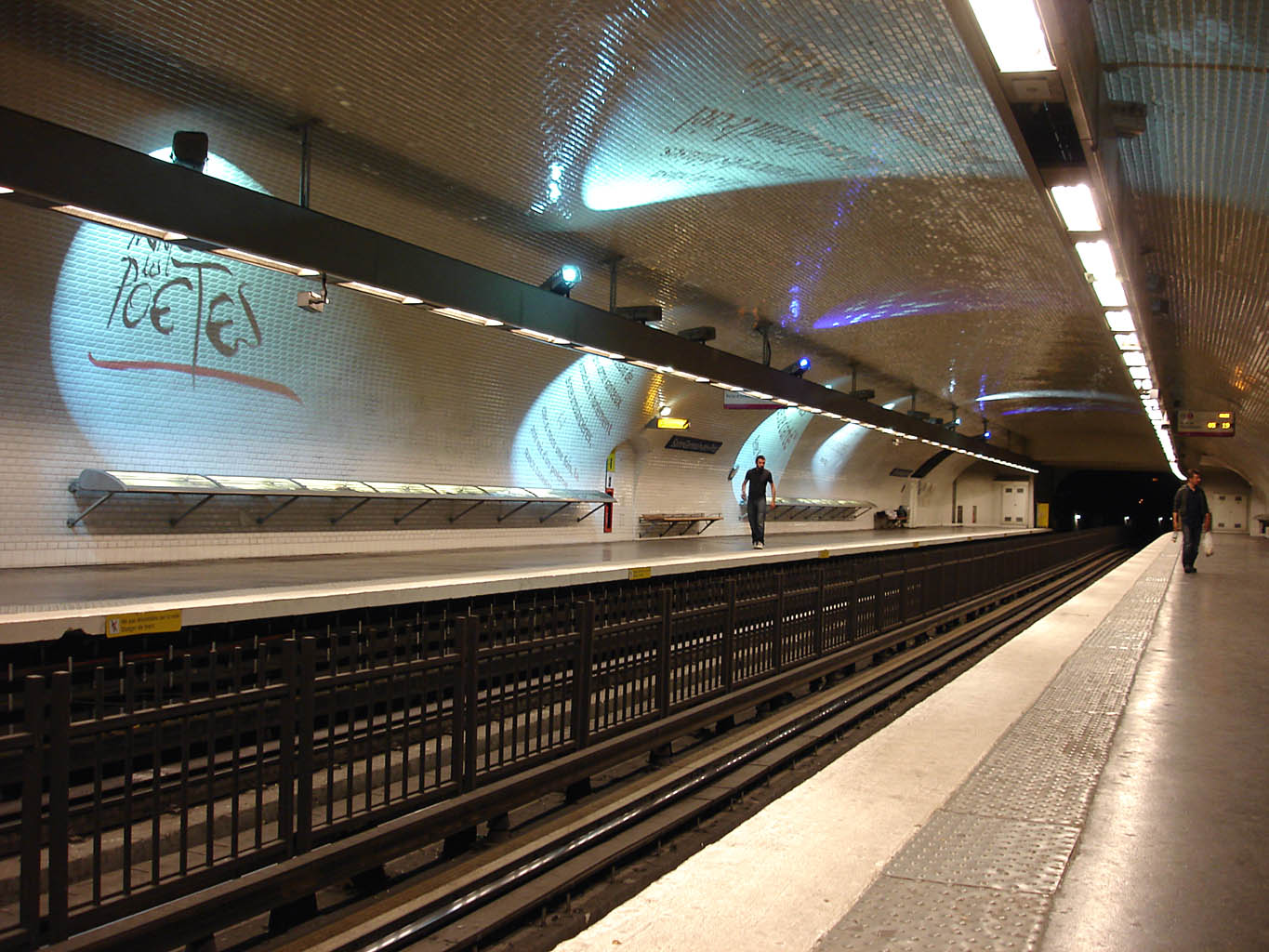
圣日耳曼德普雷站

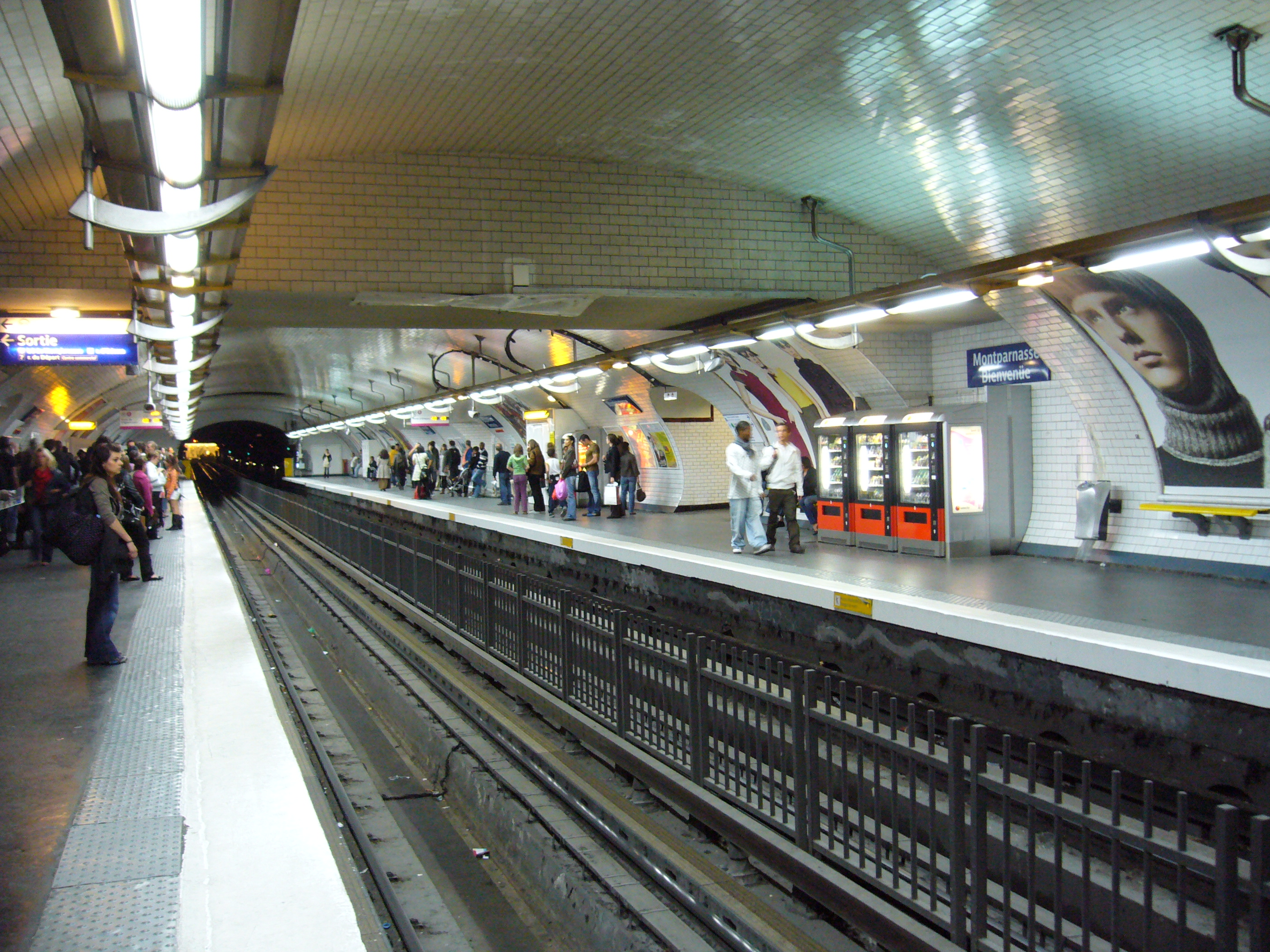
蒙帕纳斯站

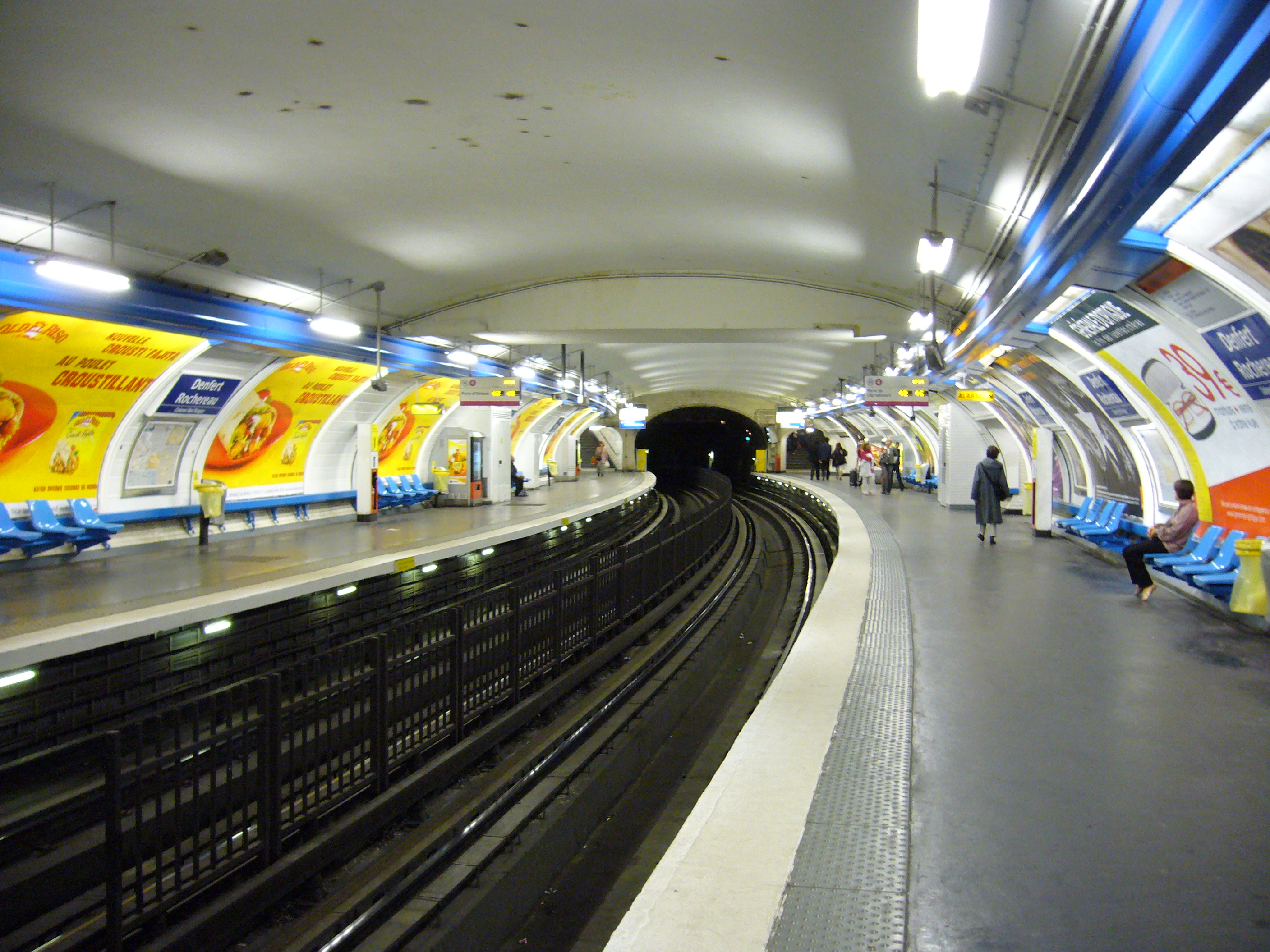
当费尔-罗什罗站

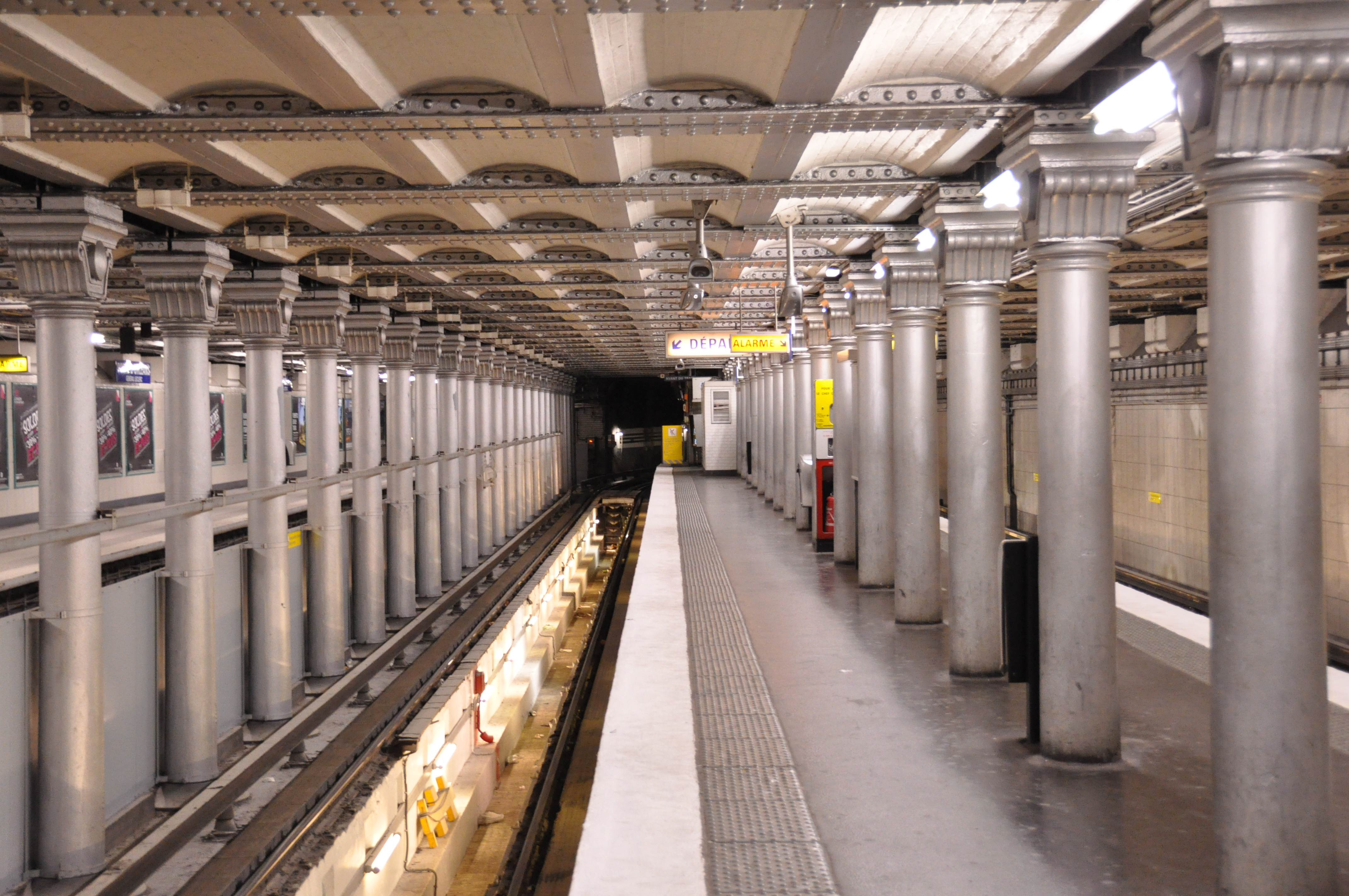
奥尔良门站

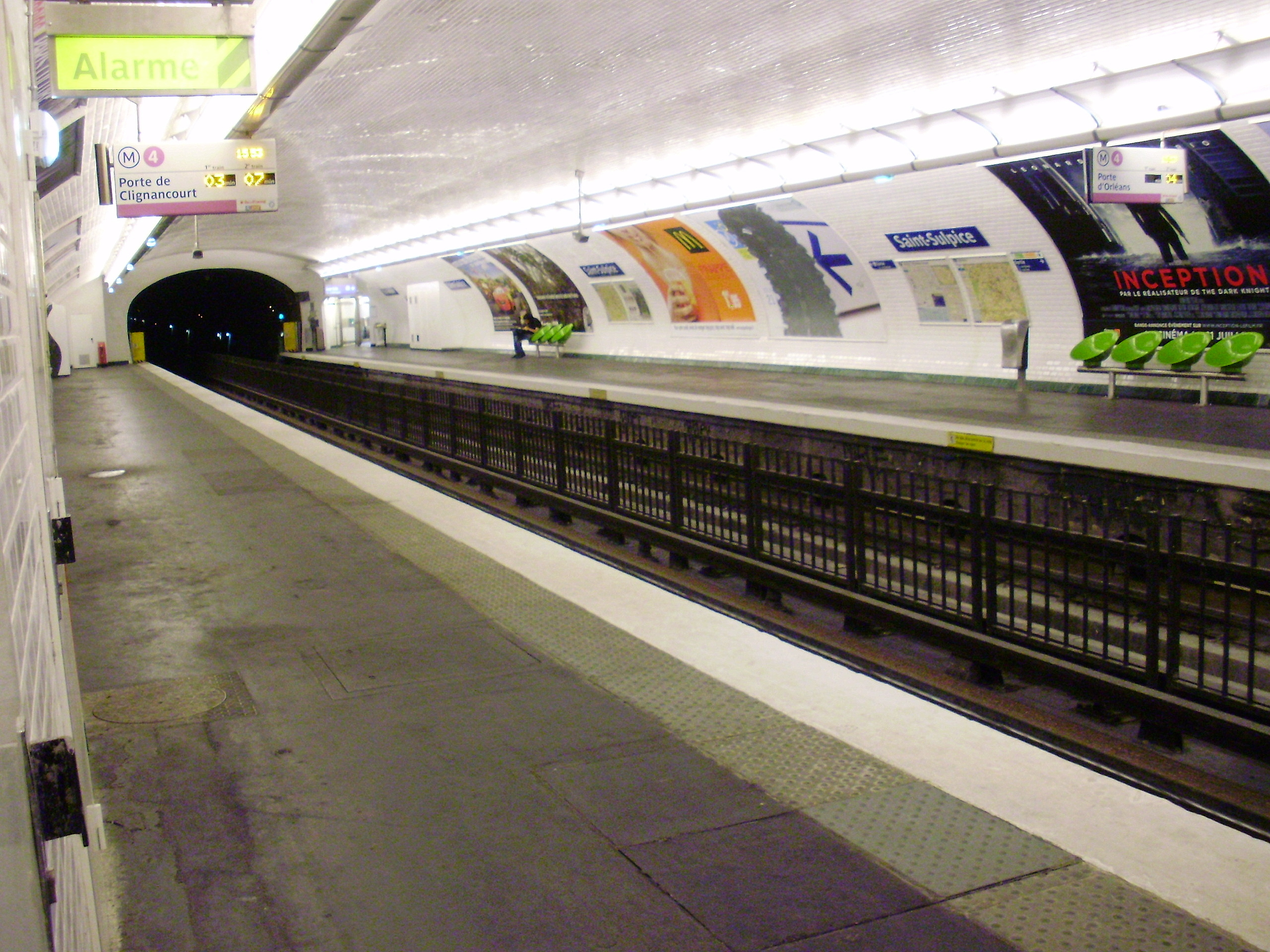
4号线的路轨中间装有铁栅栏防止自杀

除巴巴拉站和巴涅-露西·奧布拉克站外，全線都無法無障礙通行。
| 中文站名              | 法文站名 | 轉乘路線                                                                          | 所在地   | 所在地          |
| --------------------- | -------- | --------------------------------------------------------------------------------- | -------- | --------------- |
| 克利尼昂庫爾門        |          | (T) · (3)                                                                         | 巴黎     | 18區            |
| 辛普朗                |          |                                                                                   | 巴黎     | 18區            |
| 马尔卡代-鱼贩         |          | (M) · (12)                                                                        | 巴黎     | 18區            |
| 紅堡                  |          |                                                                                   | 巴黎     | 18區            |
| 巴尔贝斯-罗什舒阿尔   |          | (M) · (2)                                                                         | 巴黎     | 9區、10區、18區 |
| 巴黎北站              |          | （馬尚塔） 歐洲之星、Thalys、TGV、法國城際列車、TER上法蘭西                       | 巴黎     | 10區            |
| 巴黎東站              |          | ICE、TGV、VSOE、莫斯科特快、法國城際列車、法國城際列車100%環保、TER大東部         | 巴黎     | 10區            |
| 水塔                  |          |                                                                                   | 巴黎     | 10區            |
| 斯特拉斯堡-聖但尼     |          | (M) · (8) · (9)                                                                   | 巴黎     | 2區、3區、10區  |
| 列奥米尔-塞瓦斯托波尔 |          | (M) · (3)                                                                         | 巴黎     | 2區、3區        |
| 艾蒂安·馬塞爾         |          |                                                                                   | 巴黎     | 1區、2區        |
| 大堂                  |          | (RER) · (A) · (B) · (D)                                                           | 巴黎     | 1區             |
| 沙特莱                |          | (M) · (1) · (7) · (11) · (14)                                                     | 巴黎     | 1區、4區        |
| 城島                  |          |                                                                                   | 巴黎     | 4區             |
| 聖米歇爾              |          | (RER) · (C)                                                                       | 巴黎     | 5區、6區        |
| 奧德翁                |          | (M) · (10)                                                                        | 巴黎     | 6區             |
| 圣日耳曼德普雷        |          |                                                                                   | 巴黎     | 6區             |
| 圣叙尔皮斯站          |          |                                                                                   | 巴黎     | 6區             |
| 聖普拉西德            |          |                                                                                   | 巴黎     | 6區             |
| 蒙帕纳斯-比安弗尼     |          | （巴黎蒙帕納斯） TGV、法國城際列車、TER諾曼第、TER中央-盧瓦爾河谷（巴黎蒙帕納斯） | 巴黎     | 6區、14區、15區 |
| 瓦万                  |          |                                                                                   | 巴黎     | 6區、14區       |
| 拉斯帕伊              |          | (M) · (6)                                                                         | 巴黎     | 14區            |
| 当费尔-罗什罗         |          | (M) · (6) · (RER) · (B)                                                           | 巴黎     | 14區            |
| 穆顿-迪韦内           |          |                                                                                   | 巴黎     | 14區            |
| 阿莱西亚              |          |                                                                                   | 巴黎     | 14區            |
| 奧爾良門              |          | (T) · (3)                                                                         | 巴黎     | 14區            |
| 蒙魯日市政府          |          |                                                                                   | 上塞納省 | 蒙魯日          |
| 巴巴拉                |          |                                                                                   | 上塞納省 | 蒙魯日、巴涅    |
| 巴涅-露西·奧布拉克    |          |                                                                                   | 上塞納省 | 巴涅            |

### 车站设施
4号线的车站均为地底车站，绝大多数车站都设有两个侧式月台，右上左下。唯独奧爾良門站设有一岛一侧混合式月台，列车在西面的侧式月台落客后，利用终点环路进入东面的岛式月台载客返回。另外值得注意的是，4号线的月台路轨中间装有防止卧轨自杀用的铁栅栏。
全线车站都设有自动售票机、全罩式月台門、
咨询处及列车即时资讯显示器，部分车站设有残障人士设施和升降机。

### 车站曾用名

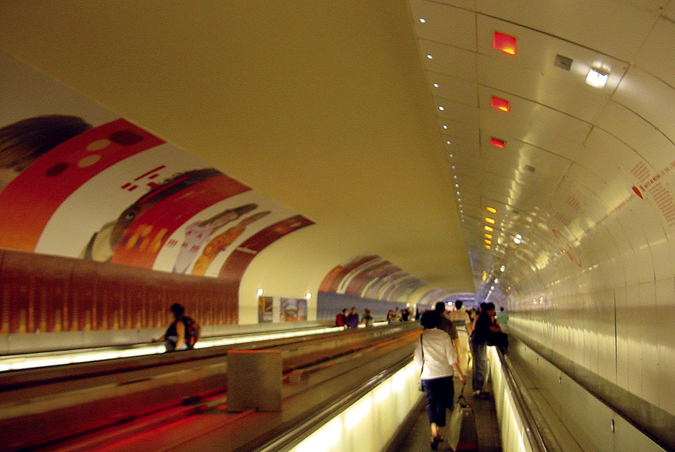
蒙帕纳斯车站的自动滚梯

- 列奥米尔-塞瓦斯托波尔站在1907年10月15日之前叫做"圣但尼路站"。
- 聖普拉西德站在1913年11月15日之前叫做“沃日拉尔站”。
- 斯特拉斯堡-聖但尼站在1931年5月5日之前叫做"圣但尼大道站"。
- 马尔卡代-鱼贩站在1931年8月25日之前是相对独立的两个临近车站: “马尔卡代站”（4号线）和“鱼贩站”（12号线）。
- 蒙帕纳斯-比安弗尼站在1942年10月6日之前是相对独立的两个临近车站：“蒙帕纳斯站”（4、12号线）和“比安弗尼站”（6、13号线）。两站合并之后，月台之间的换乘通道安装了自动扶梯。

### 车站特色

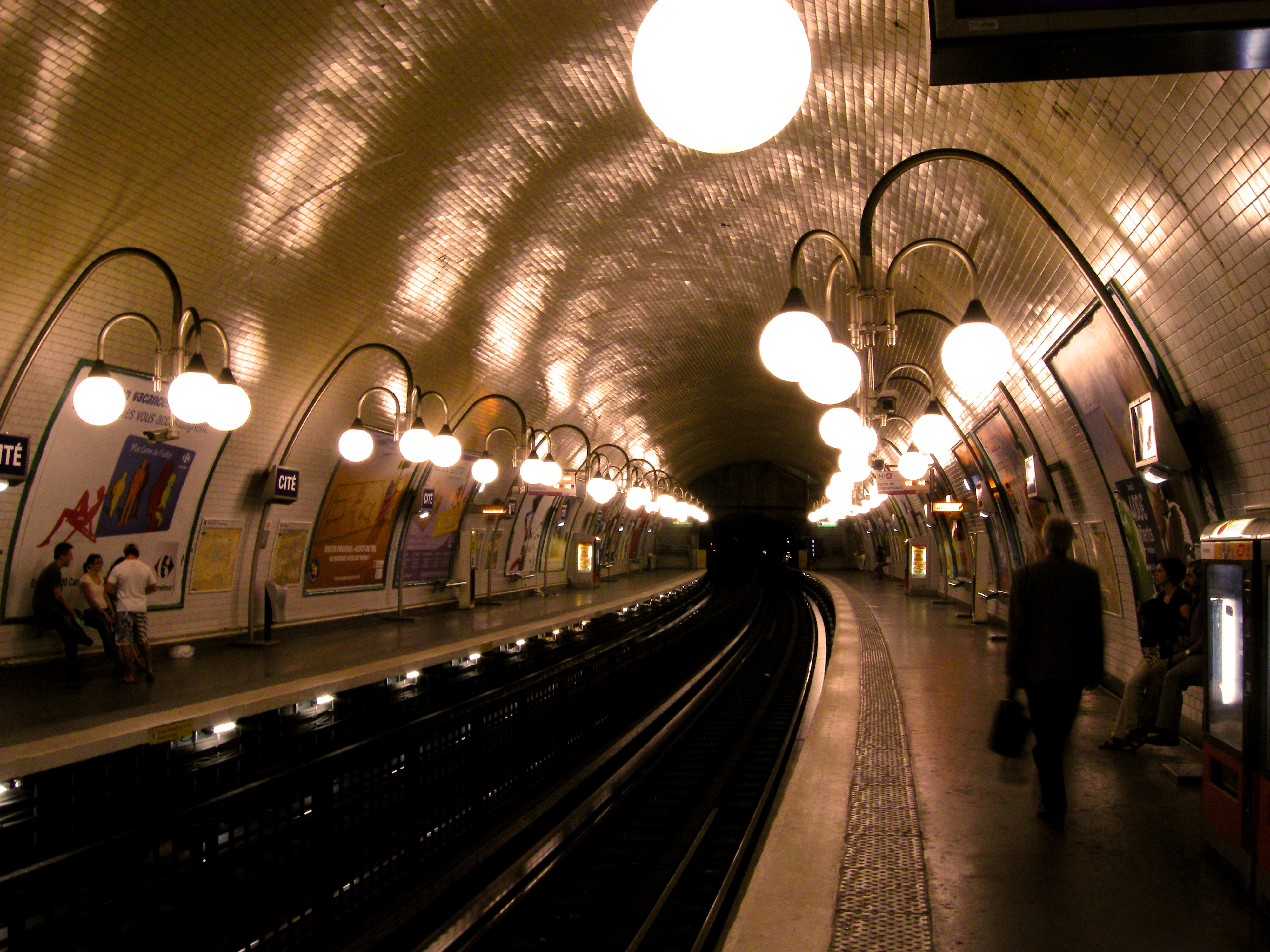
城岛站

- 列奥米尔-塞瓦斯托波尔站用液晶屏展示着附近国家手工艺博物馆（法语：Conservatoire national des arts et métiers）的艺术作品。
- 巴尔贝斯-罗什舒阿尔站的月台橱窗里展示着巴黎二战期间的日报摘要，照片等相关内容。
- 奧德昂站的南面月台橱窗里是革命者丹敦的雕像，以及法兰西第一共和国的宣言。
- 圣日耳曼德普雷站使用投影设备投影该地区的文学创作作品作为装饰。
- 蒙帕纳斯-比安弗尼站以巴黎地铁路网的总设计师命名，月台上和滚梯换乘通道内也陈列着巴黎地铁百年来的工程摘要。
- 穆顿-迪韦内站是巴黎地铁最早进行翻新的地铁站，1970年代翻新时，月台墙壁改用红色石砖，不过在2007年3月13日第二次翻新过后重新换回白色石砖。
- 聖米歇爾站和城岛站保留着建造伊始的风貌，月台站厅深度大，并且采用垂直式金属框架结构。其中城岛站的灯光照明别具特色。

## 使用車型

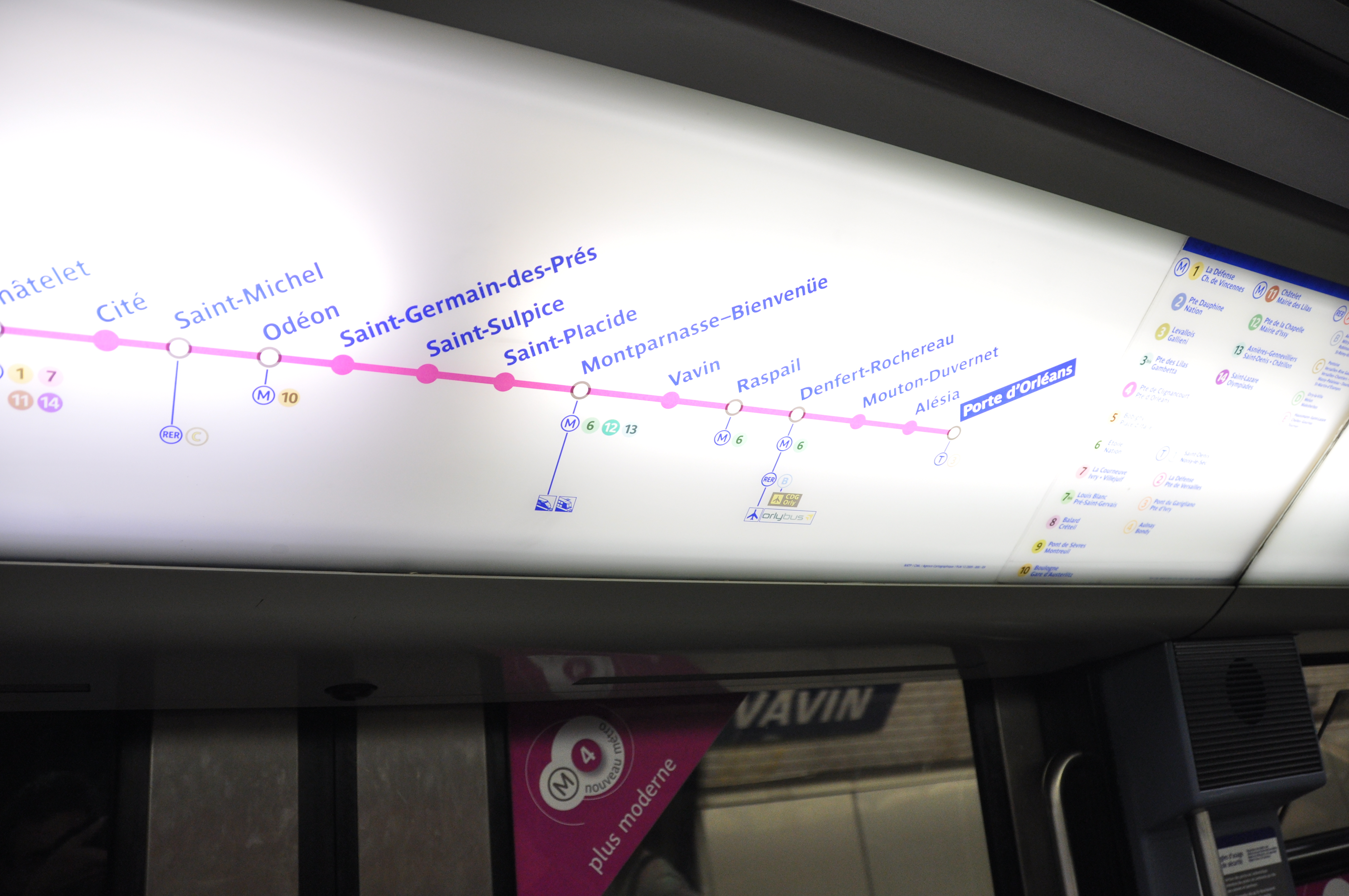
MP 89列车转给4号线之后车内相应的更换了路线指示牌

- 起初，4号线和其它线路一样使用M1列车（法语：M1 (métro)），1930年時，斯普拉格-汤普森列车（法语：Sprague-Thomson）取代原有的M1列车行駛4號線。

- 二战后，和1号线一样，4号线的饱和问题十分突出，基于之前11号线安装胶轮路轨系统的成功经验，当局决定将4号线也转换为胶轮系统，以提高行车效率和运载量。1966年，4号线继1号线和11号线以后也成功的转变为胶轮系统，从10月3日开始，列车逐步換成6节的MP 59列车（法语：MP 59），此次更新换代至次年7月17日完成。

- 1997年自动化程度较高的MP 89列车（法语：MP 89）投入1號線使用後，原先在1號線行駛的MP 59列车（法语：MP 59）轉至4號線行駛，而隸於4號線的車輛則投入11號線使用，11号线固有的MP 55列车（法语：MP 55）在两年后退役。

- 2011年4月起，1号线开始投放最新的，无人驾驶的MP 05列车（法语：MP 05），同时，1号线原有的MP 89（法语：MP 89）转给4号线使用，而4号线的MP 59（法语：MP 59）开始陆续退役。2012年12月底，线上的MP 59全部退役，4号线开始只用MP 89列车载客。
- 之後因為全線全自動化,引進mp89camp05與mp14而淘汰了mp89cc

## 使用状况
由于贯通了巴黎市区的南北轴向，4号线自1910年开通以来，客流量就一直居高不下。RATP采取了多种方法来缓解客流压力，包括更新为胶轮列车，增大载客量，增加发车频率，其中最重要的当属开通与之平行的RER B线。自1992年到2004年，4号线的客流量小幅增长了3.7%。起初，4号线的客流量高居榜首，不过在1997年被1号线超越。
| 年份            | 1992  | 1993  | 1994  | 1995  | 1996  | 1997  | 1998  | 1999  | 2000  | 2001  | 2002  | 2003  | 2004  |
| 客流量 (百万人) | 148,6 | 142,2 | 140,2 | 122,5 | 133,5 | 130,9 | 135,7 | 135,1 | 131,9 | 139,8 | 134,9 | 138,1 | 154,1 |

4号线当中有几个车站的客流量要高于线上的其他车站，比如：
- 巴黎北站3649万。
- 蒙帕纳斯-比安弗尼站2946万。
- 巴黎东站1566万。
- 沙特莱站1284万。
- 大堂站1263万。
- 巴尔贝斯-罗什舒阿尔站914万。
- 斯特拉斯堡-聖但尼站876万。

## 未來計畫

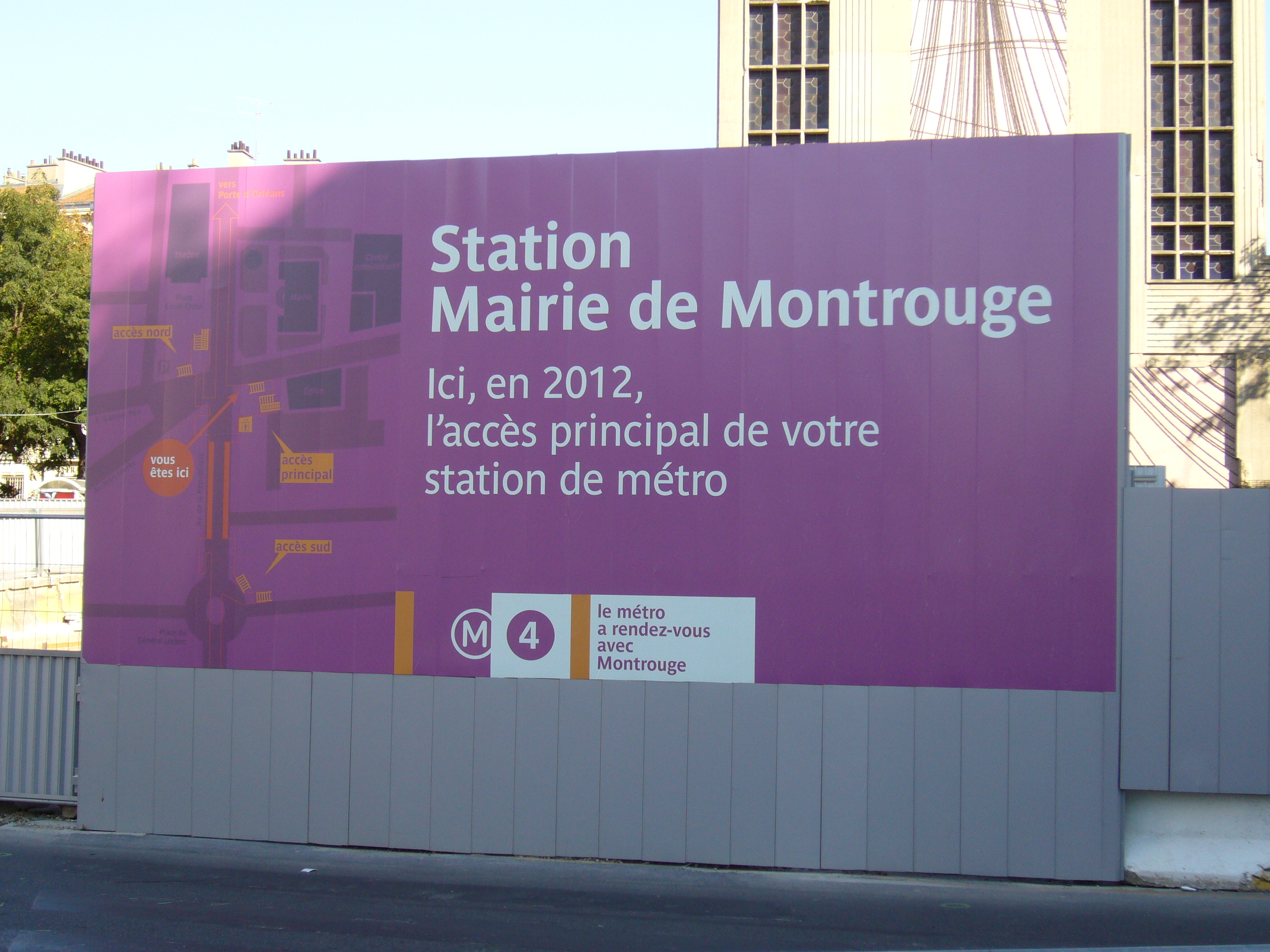
蒙鲁日镇的工地

### 线路延伸

#### 北延段
根据法兰西岛规划办（SDRIF）的提议，由法兰西岛大区议会于2008年9月25日通过将4号线向北延长至圣旺镇，和13号线以及14号线未来北延段对接。计划将在2007至2013年进行延长，但目前线路细节和财政状况尚不明了。

## 周边主要旅游景点

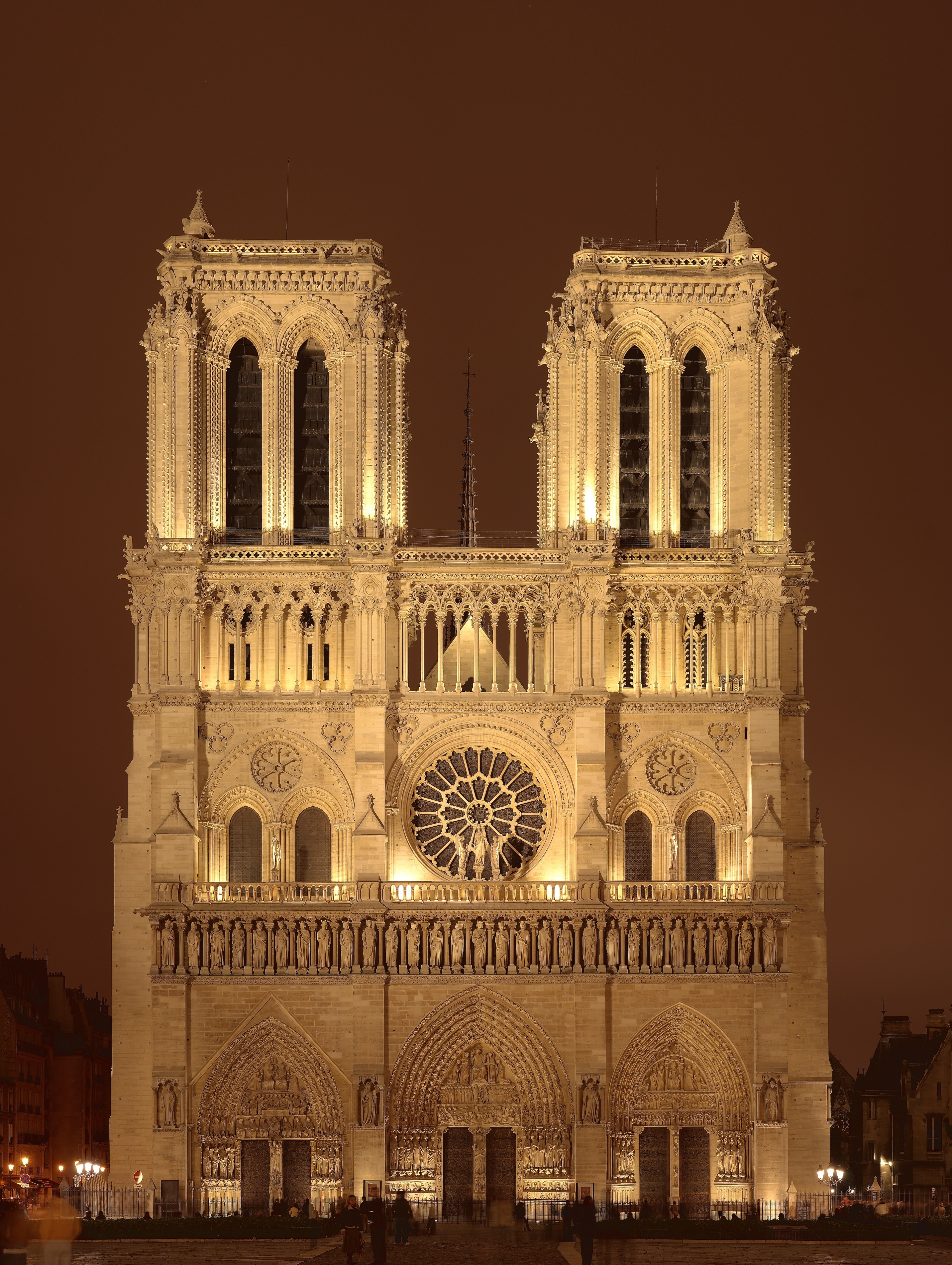
巴黎圣母院

4号线周边有丰富的商业旅游资源：
- 跳蚤市场，位于克里尼昂库尔门（法语：Porte de Clignancourt）北面的塞纳河畔圣旺
- 巴贝斯商业街（法语：Boulevard Barbès），大地市场（法语：Tati (entreprise)）和黄金滴（法语：Quartier de la Goutte-d'Or）所在地
- 巴黎大堂
- 巴黎城岛
- 圣礼拜堂
- 巴黎圣母院
- 拉丁区
- 卢森堡公园
- 卢森堡宫
- 地下骷髅穴

但4号线北部路段治安不佳，对此产生了一定的负面影响。

## 外部連結
- 巴黎大众运输公司 （页面存档备份，存于）
- BlogenCommun网站上对4号线的评论